# Thiaguinho
Thiaguinho, właśc. Thiago Rocha da Cunha (ur. 22 listopada 1984 w Rio de Janeiro) – brazylijski piłkarz, występujący na pozycji defensywnego pomocnika.

## Kariera klubowa
Thiaguinho rozpoczął piłkarską karierę w Cabofriense Cabo Frio w 2006 roku. W latach 2006–2007 był zawodnikiem CFZ do Rio, a 2007-2008 Boavisty Saquarema. Dobra gra w Boaviście zaowocowała wypożyczeniem do pierwszoligowego Botafogo FR.
W lidze brazylijskiej Thiaguinho zadebiutował 11 maja 2008 w wygranym 2-0 meczu z Sportem Recife. W pierwszym sezonie w Botafogo rozegrał 26 meczów w lidze, w których strzelił 3 bramki. W drugim sezonie w Botafogo Thiaguinho rozegrał 22 mecze. W 2010 roku został wypożyczony do lokalnego rywala Botafogo - Fluminense FC.
W sezonie 2010 Thiaguinho zdobył mistrzostwo Brazylii 2010. Udział Thiaguinho w sukcesie Fluminense był niewielki, gdyż rozegrał on tylko 7 spotkań. W styczniu 2011 został wypożyczony do drugoligowego Sportu Recife, z którym w grudniu 2011 awansował do brazylijskiej ekstraklasy. Dotychczas w lidze brazylijskiej Thiaguinho rozegrał 55 spotkań, w których strzelił 3 bramki.